# ロルカ、暗殺の丘
『ロルカ、暗殺の丘』（ロルカ、あんさつのおか、The Disappearance of Garcia Lorca）は、1997年に製作されたスペイン・アメリカ合衆国の合作映画。原題は『La Muerte en Granada』（スペイン語）、『Death in Granada』（英語）。
20世紀のスペインを代表する実在した詩人・劇作家のフェデリコ・ガルシーア・ロルカを題材にした作品。

## キャスト
※括弧内は日本語吹替
- フェデリコ・ガルシーア・ロルカ：アンディ・ガルシア（岩崎ひろし）
- リカルド：イーサイ・モラレス（鳥海勝美）
- アギーレ大佐：ジェローン・クラッベ（石波義人）
- ロベルト・ロサーノ：エドワード・ジェームズ・オルモス（立木文彦）
- タクシー運転手：ジャンカルロ・ジャンニーニ（辻親八）
- センテーノ：ミゲル・フェラー（仲野裕）
- マリア・ウヘニア：マルセラ・ウォーラースタイン
- ヴィンセンテ・フェルナンデス：エウセビオ・ラサーロ
- リカルド（少年時代）：ナイム・トーマス